# Aéropoésie

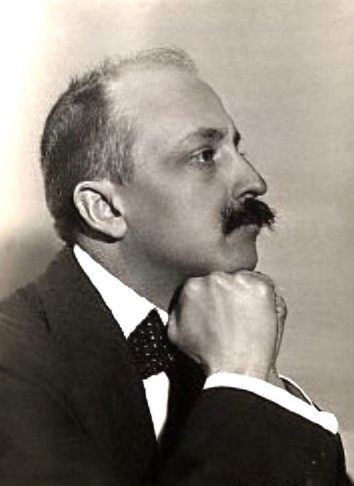
Filippo Tommaso Marinetti

L’aéropoésie (en italien : aeropoesia) est un genre poétique inventé par Filippo Tommaso Marinetti au travers de ses manifestes lancés en 1931 (Le Paysage et l'Esthétique futuriste, le manifeste futuriste de l'Aéropoésie) et en 1933 (Manifeste de l'aéropoésie), avant d'être consolidé au travers de ses œuvres L'Aéropoème du Golfe de La Spezia (1935) et Canto eroi e macchine della guerra mussoliniana (1942).

## Définition
L'aéropoésie est un genre poétique qui abolit la ponctuation, une partie de la syntaxe, l'utilisation paroxystique de l'analogie et des néologismes. Apparaissent parfois quelques passages de Parole in libertà (it).
L'aéropoème est divisé en neuf parties appelées « simultanéité » et est précédé d'une préface autographe, appelée « essai ».

## Analyse de l'aéropoésie dans l'œuvre de Marinetti
Dans les essais, Marinetti affirme la nécessité de vaincre, à la suite de la Première Guerre mondiale et de l'occupation italienne de l'Éthiopie ainsi que la Guerra Multifronte, menée par Mussolini. Le poète, au-delà de la participation active à cette guerre (il partira comme volontaire au front russe), dédie ses poèmes, récités en public à plusieurs reprises dans de nombreuses villes italiennes, aux Italiens tombés en Afrique et en Europe :
« Da un pubblico genovese scatta fuori anche questo

- Ma tu canti gli Eroi come Omero

Sono forse un Omero motorizzato poiché "le sue divinità facevano azzuffare i popoli perché i poeti avessero qualcosa da cantare".

Ora pregano Iddio artista degli artisti moltiplicatore di eroi mirabili al punto di fare della parola Italia la più bella parola di tutte le lingue e di vincere la mia aeropoesia registratrice di soldati gloriosi »
— Filippo Tommaso Marinetti, Canto eroi e macchine della guerra mussoliniana

« Quelqu'un du public génois surgit avec cette question :

- Mais tu chantes les héros comme Homère ?

Je suis peut-être un Homère motorisé puisque « ses divinités faisaient se disputer le peuple pour que les poètes aient quelque chose à chanter ».
Maintenant prie le dieu artiste des artistes multiplicateurs de héros admirables au point de faire du mot Italie le plus beau mot de toutes les langues et de vaincre mon aéropoésie gardienne des soldats glorieux »
— Canto eroi e macchine della guerra mussoliniana
Les simultanéités sont presque toutes dédiées à autant de héros tombés : Savaré (Abyssinie), Borsini et Ciaravolo (destroyer Nullo), Mario Visinitini (aviation), Corito Bellotti (Croix-Rouge aérien), Gabriele Pepe (canonnier en Afrique), Annibale Pagliarini (« NCO de comptabilité » en Grèce), et les quatre-cents gendarmes gondariniens de Culquabert, tombés pour la défense du front somalo-éthiopien.
À certains égards, Canto eroi e macchine della guerra mussoliniana est un retour à l'« obsession lyrique de la matière » professée par Marinetti au tempo du Zang Tumb Tumb (it), une œuvre littéraire antérieure : le poète prend souvent le point de vue paradoxal et abstrait des objets (artificiels ou naturels), et des phénomènes météorologiques :
« A 800 metri di profondità ventilando e ventilandosi il chilometrico bosco d'alghe rimprovera ammonisce accarezza e tentacola l'acciaio spaccato del sommergibile

Questi ha scarsa conducibilità elettrica »
— Filippo Tommaso Marinetti, Canto eroi e macchine della guerra mussoliniana

« À 800 mètres de profondeur aérant et s'aérant le kilométrique bois d'algues reproche, réprimande, caresse et tentaculise l'acier brisé du sous-marin

Ceux-ci ont une faible conductivité électrique »
— Canto eroi e macchine della guerra mussoliniana
La principale différence entre le livre écrit trente ans plus tôt et une œuvre comme Canto eroi e macchine della guerra mussoliniana réside dans l'intention propagandiste délibérée de ce dernier ; malgré les tons toujours paroxystiques et pompeux, d'un patriotisme involontairement parodique, Marinetti décrit la mort de ses héros avec une certaine implication émotionnelle : en résulte un style plus humain, avec d'authentiques moments d'émotion. Ce qui ne plaira pas à tout le monde, naturellement, dans cette période d'après-guerre. Le livre ne sera plus réimprimé depuis 1942. 
« Ma abbagliante fu il fastoso tumulto che il torso terremotato dall'ultimissima forza vitale tenta vuole ritentare ed estrae

Sì sì bisogna estrarre dal taschino della giubba di guerra l'ardita penna stilografica

Con acerbo conato scribacchiare meglio sarebbe scrivere a prodigio militare e con cura proprio sulla busta bianca nella carnalità della lettera della moglie

Viene fuori anch'esso per suo conto lo scritto tenero e sottoscrive

- Forza mio 190° vendicatemi vinceremo intrepidi figli d'Italia mio grande amore

La vissutissima solida mano si rattrappisce e il tenente colonnello Gabriele Pepe si scioglie in cadavere già pronto a lottare in durezza coi becchi adunchi mentre la penna stilografica ormai padrona delle sue misteriose parole in libertà goccia

Lacrime e sensazioni dolci che di colpo insurrezionano il formicaio mediante un libertario viola di crepuscolo aeropoetico amico del vellutato ron ron ron ron tortora o aeroplano »
— Filippo Tommaso Marinetti, Canto eroi e macchine della guerra mussoliniana (simultanéité du lieutenant colonel Gabriele Pepe, gloire des troupes coloniales et chemises noires, p. 116-117)

« Mais éblouissant fut le magnifique tumulte, car le torse secoué par l'ultime force vitale essaie de l'extraire, veut réessayer de l'extraire et l'extrait, oui, oui, a besoin d'extraire de la pochette de la veste de guerre le stylo audacieux, de gribouiller avec un haut-le-cœur aigre ; il vaudrait mieux écrire au prodige militaire et avec soin, sur l'enveloppe blanche elle-même dans la charnalité de la lettre de sa femme. Sort aussi pour son compte l'écrit tendre, et il souscrit :
 - Allez mon 190°, vengez-moi, nous vaincrons, enfants de l'Italie, mon grand amour.
La main solide qui a beaucoup vécu s'engourdit, et le lieutenant-colonel Gabriele Pepe se défait en cadavre déjà prêt à batailler ferme avec les becs crochus, tandis que le stylo, maintenant maître de ses paroles mystérieuses, fait goutter
Librement les larmes et les sensations douces qui appellent tout à coup la fourmilière à l'insurrection par un crépuscule pourpre libertaire et aéropoétique, ami du ronron velouté de la tourterelle ou de l'avion. »
— Canto eroi e macchine della guerra mussoliniana (simultanéité du lieutenant colonel Gabriele Pepe, gloire des troupes coloniales et chemises noires, p. 116-117)